# Лева река (община Ресен)
Вижте пояснителната страница за други значения на Лева река.
Лева река, още Леорека или Льорека (изписване до 1945 година: Лева рѣка, на македонска литературна норма: Лева Река), е село в община Ресен, Северна Македония.

## География
Селото e типично високопланинско, разположено на север от град Ресен, в Бигла планина.

## История
В XIX век Лева река е село в Битолска кааза, Нахия Горна Преспа на Османската империя. В „Етнография на вилаетите Адрианопол, Монастир и Салоника“, издадена в Константинопол в 1878 година и отразяваща статистиката на населението от 1873, Леорина (Léorina) е посочено като село с 44 домакинства и 130 жители българи.
Според статистиката на Васил Кънчов („Македония. Етнография и статистика“) от 1900 г. Леорѣка или Лѣва Рѣка има 285 жители, всички българи християни.
Тальо: Единъ день слѣдъ възстанието, на 21 юлий... четитѣ нападнаха гарнизона въ ханищата на текето, близо при селата Крушйе и Лйорѣка. Завърза се сражение, което трая повече отъ 6 часа. Четитѣ се принудиха да отстѫпятъ, защото на гарнизона пристигна на помощь Реджебъ съ войски и Хюсейнъ Челйо съ башибозукъ. Това бѣ първото излизане на въоръжена сила отъ града. Нъ тѣ вмѣсто да прѣслѣдватъ четитѣ, ограбватъ първо Крушйе и подпалватъ кѫщитѣ и послѣ същото направятъ и съ Лйорѣка и до вечерьта се завръщатъ въ града. Понеже населението бѣ забѣгнало и се намираше задъ гърба на четитѣ, за това и човѣшки жертви нѣма и въ двѣтѣ села.
Нанчо: Ако и селото ни да бѣ изгорено... пакъ не бѣхме така съсипани, че да не можемъ да живѣемъ. Ала на 4 авг. войска и башибозукъ пакъ ни нападна. По жестоки бѣха тоя пѫть турцитѣ. Тѣ гледаха да съсичатъ всичко живо, каквото намѣрѣха въ село. Ние се разбѣгахме и кога се върнахме, намѣрихме 9 души селяни убити. Между тѣхъ имаше и двѣ момченца на 7 и 14 години. Башибозукътъ бѣше съвсѣмъ побѣснѣлъ. Той като не бѣше успѣлъ да убие повече хора, изби всички 95 селски свини и ни откара 1360 овце и кози, 68 чивта волове, 135 крави 26 коне, и 315 кила жито. При това взеха ни и всички земледѣлчески сѣчива. А въ селската ни черква оставиха само голи стѣни. Не по малко пострадаха и нашитѣ съсѣди въ Лйорѣка. Това село бѣ разорено на 15. августъ отъ войскитѣ, придружени отъ башибозукъ изъ с. Буково. Прѣдводительтъ имъ бѣше Юсрефъ отъ сжщото село. Тѣ изгориха всичко останало здраво. Башибозукътъ се спусна слѣдъ населението и уби 8 мѫже. Живи заловенитѣ бидоха най-жестоко омъртвени. А колкото жени бѣха застигнали, обезчестиха ги по най дивъ начинъ. На връщане отъ селото башибозукътъ откара 55 вола, 45 крави, 5 коне и 1500 овце. И тукъ всички 80 селски свини бѣха избити. Сега селянитѣ отъ двѣтѣ села живѣятъ въ колиби, построени върху развалинитѣ. Нѣкои отъ тѣхъ, които се бѣха пръснали по здравитѣ села, още не сѫ се завърнали.
На Етнографската карта на Битолския вилает на Картографския институт в София от 1901 година Лева река е чисто българско село в Битолската каза на Битолския санджак с 61 къщи.
В началото на XX век българското население на селото е под върховенството на Българската екзархия. По данни на секретаря на екзархията Димитър Мишев („La Macédoine et sa Population Chrétienne“) през 1905 година в Лио река има 280 българи екзархисти и функционира българско училище. Построена е и българска църква.
По време на Илинденското въстание селото е нападнато два пъти, опожарено и ограбено от турски аскер и башибозук. Убити са Тасе Йосифов, Цветко Грозданов, Ефтим Темелков, Наум Ристев, Ефтим Стефов, Георги Гяветчанин, Коте Цветанов и Коле Тасев, а няколко жени от селото са изнасилени. След въстанието селото получава помощи от българския владика Григорий Пелагонийски.
Според преброяването от 2002 година селото има 60 жители, от които като македонци са се самоопределили 59 северномакедонци и един като сърбин.
| Националност     | Всичко |
| северномакедонци | 59     |
| албанци          | 0      |
| турци            | 0      |
| цигани           | 0      |
| власи            | 0      |
| сърби            | 1      |
| бошняци          | 0      |
| други            | 0      |

## Личности
Родени в Лева река
- Евтим Митрев Стоянов, български революционер от ВМОРО[10]
- Илия Стефанов, български революционер от ВМОРО[10]
- Кръсто Талев (1885 - ?), български революционер от ВМОРО
- Панде Божинов Настев, български революционер от ВМОРО[11]
- Спиро Леворечки, български революционер от ВМОРО
- Тале Нонев Милошев, български революционер от ВМОРО[11]
- Тасе Гошев Симонов, български революционер от ВМОРО[10]
- Христо Стефанов Тошков, български революционер от ВМОРО[10]

Починали в Лева река
- Христо Контев (1868 - 1908), български революционер от ВМОРО